# کرنلیوس نپوس

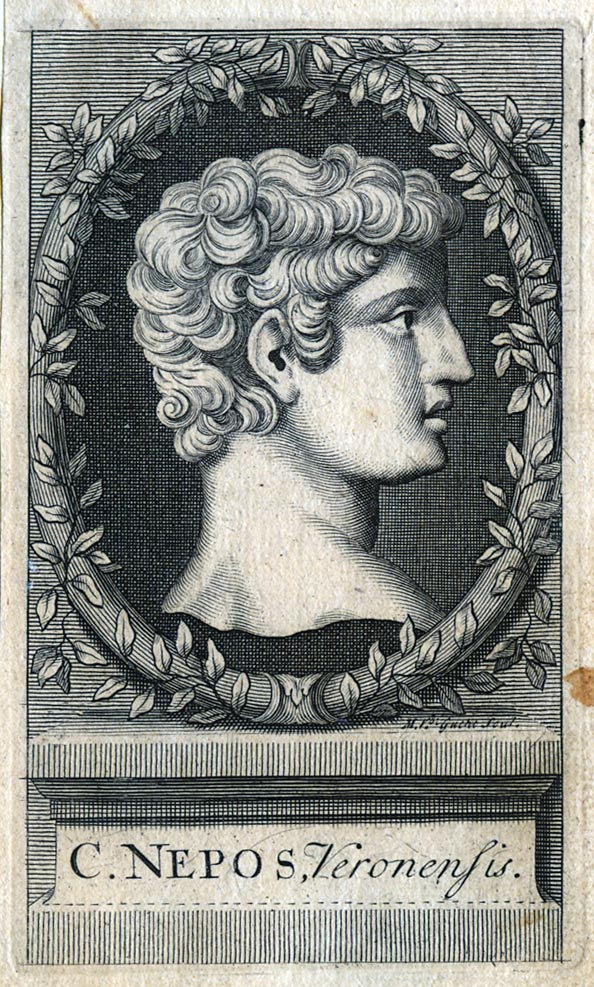
کورنلیوس نپوس در سنگ نگاره قرن نوزدهم.

کُرنلیوس نپوس زندگی‌نامه‌نویس رومی بود. او در هوستالیا، روستایی در «کیسالپینای فرانسه»، نه چندان دور از ورونا، به دنیا آمد. تبار فرانسوی او در گزارش Ausonius و پلینی بزرگ آمده است که او را "Padi accola" به معنی مقیم "پو" نامیدند. او یکی از دوستان کاتولوس بود. کاتولوس، شعری را در وصف کرنلیوس، سیسرونو تیتوس پومپونیوس اتیکوس سرود.
سبک نوشتاری ساده او، حداقل در انگلیس، به عنوان استانداردی برای امتحان‌گیری دانش‌آموزان در مدارس ابتدایی، برای محک زدن توانایی ترجمه آن‌ها از زبان لاتین است.
نپوس از مورخین و نویسندگان رومی است که تألیفی در شانزده جلد به نام زندگی‌نامه مردان نامی تدوین کرده‌است. زمان زندگی او را میان ۹۹ و ۲۵ پ. م. نوشته‌اند. در تألیف وی اشاراتی به تاریخ عصر هخامنشی شده‌است، اما ظاهراً نوشته‌های او به دلیل ارائه ندان گزارش‌های موثق، چندان مورد اعتماد محققین تاریخ قرار نگرفته‌است.